# Ожеледь

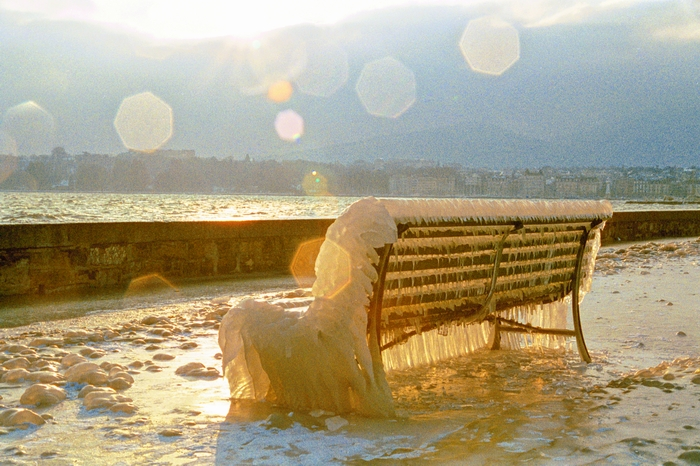
Ожеледь

О́желедь, ожеле́диця, ожеле́да, діал. голощі́к, голощо́к — тонкий шар льоду на земній поверхні, що утворюється після дощу або відлиги при зниженні температури; також прозорий шар льоду, що утворюється внаслідок замерзання крапель мряки чи дощу на поверхні землі або предметів при температурі від 0 до -6 °C.
Для виникнення ожеледі потрібна зміна температури, оскільки при плюсових температурах вода не замерзне, а за постійних мінусових вода замерзає ще в повітрі і випадає у вигляді снігу та інею. Потрібні для виникнення ожеледі умови зазвичай бувають при зміні погоди (похолоданні) за рахунок різниці між денною (вище нуля) та нічною (нижче нуля) температурою, при мінусових температурах поряд з (чи на) незамерзлими водоймами (замерзають зірвані вітром з поверхні води краплі).
Ожеледь завдає чималої шкоди, внаслідок неї значно погіршується зчеплення коліс транспорту з поверхнею доріг, що різко збільшує кількість аварій та змушує їздити з меншою швидкістю. Великої шкоди завдає ожеледь на морі — поєднання сильного вітру з морозом в незамерзлому морі призводить до обмерзання усього, на що падають краплі, товстим шаром криги, часом подібне може призвести навіть до перевертання суден, у яких один з бортів вкрився товстим шаром льоду.

## Ожеледиця
Ожеледиця утворюється у вигляді склоподібного льоду або інею, якщо температура землі, дорожнього покриття, елементів дорожніх споруд, окремих предметів нижча, ніж -3 °C, а температура повітря різко зменшується з переходом від плюс 3 до мінус 5 °C за умов підвищеної (понад 90 %) відносної вологості повітря (туман, мряка) або слабких дощових опадів. Ожеледиця з'являється першочергово, як правило, на ділянках (мостах, покритті ділянок доріг та вулиць), що проходять поблизу рік, каналів, боліт, озер та інших водойм.